# Chubu Electric Power

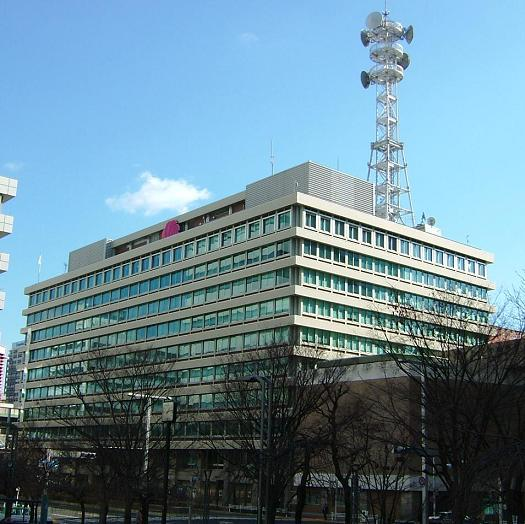
Chubu Electric Power, em Nagoya.

Chubu Electric Power ou Chuden é uma companhia elétrica japonesa, sediado em Nagoya.

## História
A companhia foi estabelecida em 1951.